# Cultura dell'Iraq
La cultura irachena è il patrimonio collettivo di conoscenze proprio dell'Iraq.

## Antiche culture irachene
Le tradizioni letterarie irachene più antiche si rifanno alla civiltà dei Sumeri, nella quale si innestò il patrimonio babilonese, cui si accomunò quello assiro.
Queste civiltà influirono prima su quella greca che a sua volta arricchì la tradizione irachena, toccata ancor più profondamente da quella persiana, filtrata attraverso la dominazione partica. A essa si sovrappose dopo il VIII secolo la civiltà araba, che in età abbaside fece di Baghdad il fulcro di elaborazione della sua cultura, mantenuta su schemi tradizionali fino agli inizi del XX secolo, quando finalmente, grazie al giornalismo e all'influsso egiziano, la prosa andò evolvendosi, conquistando quella semplicità di espressione che aveva avuto fino ad allora.
Si può parlare di una letteratura nazionale irachena, grosso modo, solo dall'epoca dello smembramento dell'Impero ottomano (1918). Pur tuttavia la critica fa risalire agli ultimi decenni del XIX secolo i primi albori di una letteratura nazionale. Ciò si verificò soprattutto nella poesia, con autori come Sālih al-Tamimi (m. 1845), ‘Abd al-Bāqī al-‘Umarī (1790-1862), ‘Abd al-Ghaffār al-Akhras (1805-1875), Haydar al-Hillī (1831-1887) e Ibrāhīm al-Tabātabā'ī (1832-1901). 
Questi poeti, pur essendo tradizionali nella forma, nella sostanza parlarono di libertà e contro la corruzione. Jamīl Sidqī al-Zahāwī (1863-1936), di origine curda, può considerarsi l'anello di congiunzione con la precedente generazione. La sua forma preferita era la quartina (rubā‘iyya), ma fu anche interessato a esperimenti stilistici. Trattò di problemi sociali; fra l'altro diede particolare rilevanza alla difesa dei diritti delle donne. Ma‘rūf al-Rusāfī (1875-1945), considerato poeta nazionale, è stato il più seguito nei circoli letterari. Uomo politico al tempo dell'Impero ottomano, nella sua opera rappresentò i sentimenti nazionali iracheni.
Dopo la prima guerra mondiale si ebbe un rifiorire degli studi letterari, con il diffondersi del giornalismo e della pubblicazione di libri. Ma in particolare negli anni trenta e quaranta alcuni poeti, tra cui i già nominati al-Rusāfī e al-Zahāwī, e altri, come Muhammad Mahdī al-Jawāhirī (1900-?), hanno rappresentato l'avanguardia del mondo letterario arabo. Verso il 1940 nel mondo arabo ebbe inizio un movimento poetico influenzato da autori europei come Thomas Stearns Eliot e Vladimir Majakovskij e dalle varie correnti d'avanguardia, a cui si intrecciarono motivi tratti dal mondo mitologico dell'antica Mesopotamia e da quello classico, musulmano e cristiano. 
Nelle riviste letterarie dell'epoca, prevalentemente libanesi (al-Adīb, al-Adab o Shi‘r), gli scrittori iracheni portarono il maggior contributo. Il più famoso di questi fu Badr Sakir al-Sayyāb (1927-1964), di tendenze realiste ma non immune da influenze surrealiste e simboliste, considerato uno dei maggiori riformatori della poesia araba moderna. Scrittori realisti sono anche ‘Abd al-Rāziq, ‘Abd al-Wāhid e Kāzim Jawwād (n. 1929) la cui poesia, all'inizio tradizionale, divenne innovatrice e di un realismo sconcertante. 

Alla tendenza romantica, con i suoi toni più cupi, appartengono: Baland al-Haydarī (n. 1926), che è passato attraverso varie fasi, influenzato inizialmente dall'estetismo, in seguito dall'esistenzialismo e dal surrealismo; la poetessa Nazik al-Malā'ika (n. 1923), la maggiore teorica del verso libero; ‘Abd al-Wahhāb al-Bayātī (n. 1926), uno dei primi collaboratori della rivista al-Thaqāfa al-jadīda, e Hilāl Nazī (n. 1931), la cui poesia ha spesso un tono rivoluzionario. Questa nuova poesia viene anche chiamata del "verso libero" (al-shi‘r al-hurr), in contrasto con la prosodia complicata dei classici.
Nella prosa si può distinguere una scuola classica, guidata da Ja‘far al-Khalīlī, che ha scritto regolarmente nella rivista sciita al-Ghara, e una d'avanguardia, che, influenzata dai classici dell'Ottocento francese e russo pur non trascurando i moderni, come Jean-Paul Sartre e Albert Camus, pone l'accento sui mali della società irachena. Si ricordano i nomi di Dhū al-Nūn Ayyūb (n. 1908), il più anziano del gruppo e noto giornalista e politico, ‘Abd al-Malik al-Nūrī (n. 1921), autore della raccolta "Il canto della terra", che è un'analisi della vita degli umili; Fu'ād al-Takarlī (n. 1927), che nelle sue novelle condanna brutalmente, con un linguaggio spesso veemente e crudo, gli errori della società tradizionale con una protesta contro i misfatti dell'alienazione e della miseria, Ya‘qūb Balbūl, che, nel 1938, ha pubblicato una raccolta di racconti ispirata ai problemi sociali del Paese; Shākir Khuzbak (n. 1920), studioso e traduttore di Anton Čechov, autore di racconti e del lavoro teatrale "La casa coniugale" (1962); Edmond Sabrī (n. 1921), che ha scritto racconti, opere teatrali e sceneggiature per il cinema; Safīra Jamīl Hāfiz, che ha pubblicato nel 1956 una raccolta di racconti sulla vita popolare; Mahdī ‘Īsà al-Saqr, che ha scritto in un tono duro e sarcastico contro le tragedie della superstizione e dell'ignoranza. 
Nel campo della poesia, emergono i nomi di ‘Abd al-Wahhāb al-Bayātī (n. 1926) e di Sa‘dī Yūsuf (n. 1934), poeti che hanno entrambi conosciuto in diverse epoche l'esilio, e proprio dall'esilio hanno scritto le loro liriche impregnate di tristezza, nostalgia (ghurba) e desiderio di libertà. Nella narrativa Fu'ād al-Takarlī fa parlare di sé nel 1980 per il romanzo al-Raj‘ al-ba‘īd (L'eco lontana) i cui dialoghi, composti in stretto dialetto iracheno, rimettono in discussione l'uso della lingua parlata nei testi letterari per lo più scritti in un arabo puro. Narratore di spicco è anche Mohammad Haydar (n. 1942), autore di raccolte di racconti.
Un quadro esauriente della ricca produzione letteraria irachena in prosa e in poesia è fornito dalle riviste letterarie pubblicate a Baghdad, tra cui al-Aqlām (Le penne), fondata nel 1964, al-Mawrid (La fonte) del 1971, o al-Kātib al-‘arabī (Lo scrittore arabo) del 1982. Vanno ricordate anche le riviste pubblicate dagli intellettuali arabi in esilio come al-Badīl (L'alternativa), fondata nel 1980 dalla Lega degli scrittori democratici iracheni, oppure Aswāt (Voci) uscita a Parigi alla fine degli anni settanta.
Tra gli esempi più recenti di letteratura irachena c'è Hassan Blasim, autore di Baghdad emigrato in Finlandia, che ad oggi è considerato uno degli autori più importanti di letteratura araba e autore di Majnun sahat al-hurriyya (Il matto di piazza della Libertà).

## Musica
L'Iraq è musicalmente conosciuto soprattutto per uno strumento chiamato ʿūd (liuto) e per il rebāb (strumento a corda, vagamente assimilabile al violino); i più noti musicisti che utilizzano questi strumenti sono rispettivamente Ahmed Mukhtar e l'assiro Munīr Bashīr. Fino alla caduta di Saddam Hussein, l'emittente radiofonica più popolare era la Voce della Gioventù. Trasmetteva un mix di rock occidentale, hip hop e musica pop, tutto importato attraverso il Giordana a causa delle sanzioni economiche internazionali. Tra i più popolari vi erano soprattutto i Corrs e i Westlife. L'Iraq produsse inoltre un'importante popstar pan-araba ora in esilio a Kazem al-Saher, le cui canzoni includono "Ladghat E-Hayya", vietata per i suoi testi dal contenuto vivace.